# لیودمیلا شچتینینا
لیودمیلا شچتینینا (روسی: Людмила Ивановна Щетинина؛ زادهٔ ۱ ژانویهٔ ۱۹۵۱) بازیکن والیبال اهل اتحاد جماهیر شوروی سوسیالیستی است.